# Atomstreit in Wackersdorf – Die Geschichte einer Eskalation
Atomstreit in Wackersdorf – Die Geschichte einer Eskalation ist ein Dokumentarfilm der IsarFilm Produktion aus dem Jahr 2017 im Auftrag des Bayerischen Rundfunks. 
Der Film zeigt in einem Rückblick die Auseinandersetzungen um die geplante Wiederaufarbeitungsanlage Wackersdorf (WAA), die zum Symbol für den Streit um die Atomkraft wurde.

## Inhalt
Von 1985 bis 1989 gab es wegen der WAA Wackersdorf heftige Auseinandersetzungen zwischen dem Staat und der Anti-Atom-Bewegung. Die Dokumentation rekonstruiert 30 Jahre nach 1987 die dramatische und teilweise gewalttätige Zuspitzung rund um die WAA. Der Film zeigt dabei auch die politisch-gesellschaftliche Situation, aus der es zu einer solchen Radikalisierung kommen konnte. Es werden daneben Gemeinsamkeiten zu den Widerstandsbewegungen in Gorleben, der Frankfurter Startbahn West und zur Reaktorkatastrophe von Tschernobyl aufgezeigt.
Die wirtschaftlichen und gesellschaftlichen Folgen des nie vollendeten Großprojekts prägen die oberpfälzer Region bis heute.

## Personen im Film
- WAA-Befürworter: Franz Josef Strauß (Bayerischer Ministerpräsident), Karl Hillermeier (Bayerischer Innenminister), Peter Gauweiler (Innenstaatssekretär), Helmut Kohl (Bundeskanzler)
- Michael Hinrichsen (Polizist)
- WAA-Gegner: Rebecca Harms (Bürgerinitiative Lüchow-Dannenberg), Hans Schuierer (ehem. Landrat Schwandorf), Wolfgang Nowak (Bürgerinitiative Schwandorf), Irmgard Gietl (Bürgerinitiative Schwandorf), Richard Salzl (Pfarrer), Leo Feichtmeier (Pfarrer), Irene Maria Sturm (Anti-WAA-Büro Schwandorf), Anna Maria Sturm (Kinderdemonstrantin),  Josef Fischer (Landwirt)